# Struktura organizacyjna i obsada personalna obrony Warszawy

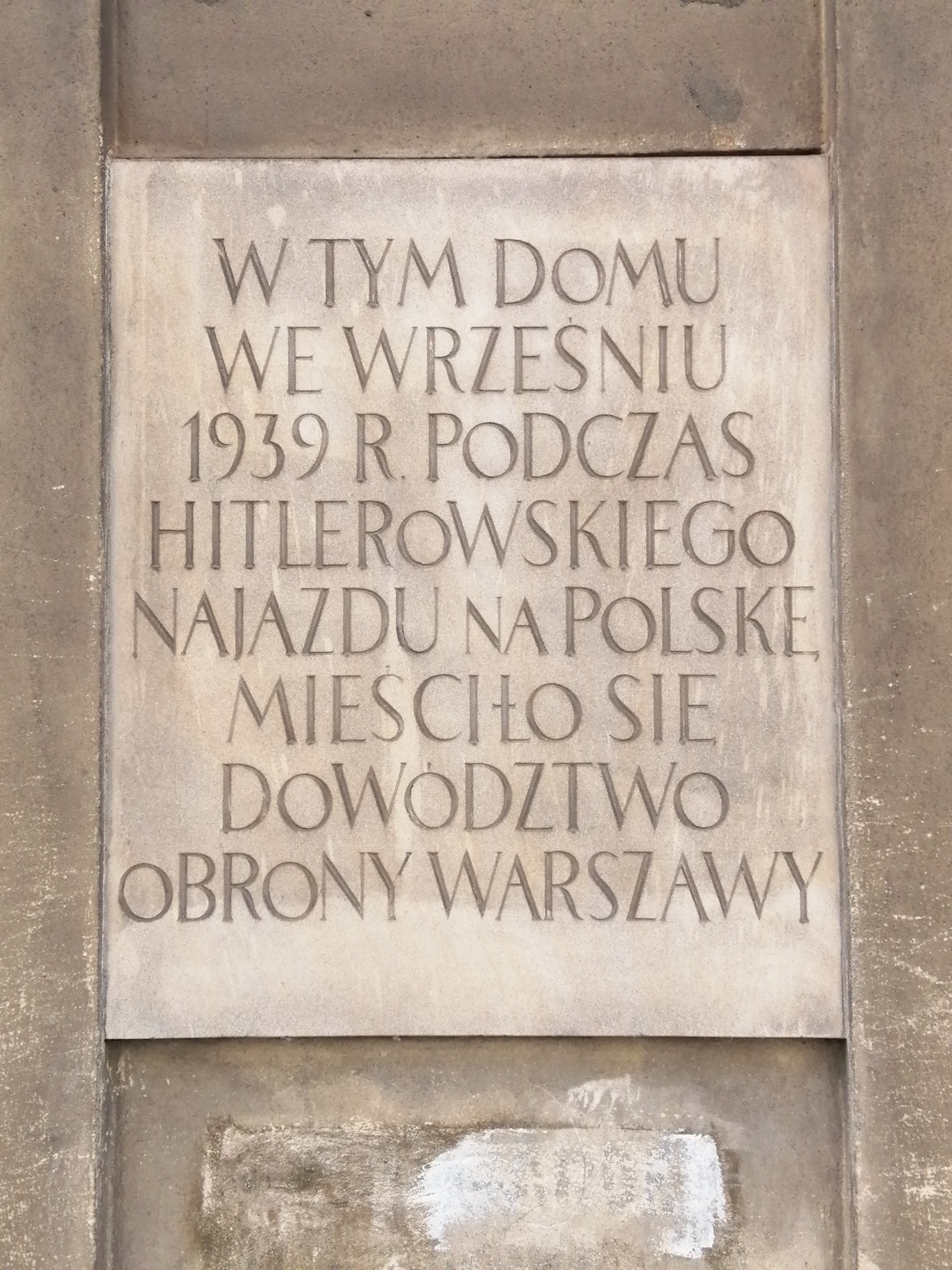
Tablica na ścianie kamienicy przy ul. Nowy Świat 69, upamiętniająca drugą siedzibę Dowództwa Obrony Warszawy

Struktura organizacyjna i obsada personalna obrony Warszawy w czasie kampanii wrześniowej 1939 roku przedstawiała się następująco:

## Organizacja obrony Warszawy
- Dowództwo Obrony Warszawy
- Odcinek „Warszawa-Zachód”
- Odcinek „Warszawa-Wschód”
- Odwody

## Obsada personalna Dowództwa Obrony Warszawy
- dowódca obrony Warszawy – gen. bryg. Walerian Czuma (komendant główny Str. Gran.)[1]
- I zastępca dowódcy – płk Julian Janowski[1] (I zastępca komendanta głównego Str. Gran.)
- II zastępca dowódcy – płk Romuald Niementowski[a]  (II zastępca komendanta głównego Str. Gran.)[2]
- szef sztabu – płk dypl. Tadeusz Roman Tomaszewski[1]
- zastępca szefa sztabu – ppłk dypl. piech. Stefan Koeb[1]
- adiutant szefa sztabu – ppor. Stanisław Launhard[1]
- oficer do zleceń – ppłk dypl. Stanisław Toruń[1]
- szef Oddziału I (organizacyjnego) – ppłk dypl. Str. Gran. Antoni Rogowski[a] (do 7 IX 1939)[2], ppłk dypl. Feliks Kwiatek[1]
- szef Oddziału II (informacyjnego) – mjr Jan Michalski[2], ppłk dypl. Mieczysław Starzyński[1] (od około 11 IX 1939)[3]
  - zastępca szefa Oddziału II (sekcja ofensywy) – mjr Str. Gran. Aleksander Kuźmiński[2]
  - sekcja ofensywy: por. Str. Gran. Adam Grabowiecki, por. Str. Gran. Bogdan Plutecki, por. Str. Gran. Stanisław Wołek-Łaniewski, ppor. Str. Gran. Jerzy Kalinowski, ppor. Str. Gran. Mieczysław Padoł, ppor. Str. Gran. Kazimierz Rutkowski, ppor. Str. Gran. Karol Telszewski, pracownik kontraktowy – Janina Kozakówna[2]
  - sekcja defensywy: mjr Jan Michalski, mjr Str. Gran. Bronisław Trojanowski, kpt. Str. Gran. Tolimir–Tadeusz Michaluk, kpt. Str. Gran. Jan Passowicz, mjr st. sp. Edward Rybicki, kpt. st. sp. Jan Cygankiewicz, kpt. st. sp. Mieczysław Wróbel[2]
- szef Oddziału III (operacyjnego) – ppłk dypl. Jakub Kozioł (dotychczasowy szef sztabu KG Str. Gran.)[1][2]
  - kpt. Str. Gran. Leon Ferencowicz, kpt. Str. Gran. Edward Zaprzalski, kpt. dypl. Leon Ryszard Madaliński, kpt. Aleksander Józef Zasoński, por. Stanisław Marian Sydor, por. Str. Gran. Stanisław Stopa (do 22 IX 1939)[4][5]
- szef Oddziału IV (wyszkolenie i mobilizacja) – mjr Alojzy Nowak[4]
  - kpt. Stanisław Antoni Krysakowski, kpt. Str. Gran. Józef Kowalski i inni[4]
- kwatermistrz – mjr dypl. Edward Józef Ombach[5], mjr Str. Gran. Wacław Sacewicz (od 16 IX 1939)[6]
  - zastępca kwatermistrza – ppłk dypl. Władysław Winiarski[7]
- szef służby intendentury – mjr dypl. Zygmunt Kawecki[8]
  - kpt. int. Stefan Sediwi[9]
- szef uzbrojenia – kpt. Bolesław Bończa-Rutkowski, mjr Marian Józef Podolski (od 23 IX 1939)[10]
- dowódca artylerii – ppłk Wacław Zielonko-Zielonka[5] (dowódca 3 pac)
- dowódca saperów – ppłk sap. Marceli Rewieński (do 11 IX 1939), płk inż. Kazimierz Hertel[11]
  - zastępca dowódcy saperów – płk st. sp. Ludwik Hickiewicz[11]
- dowódca broni pancernej – mjr Julian Tomasz Głowacki[5] (dowódca 3 bpanc)
- dowódca broni przeciwpancernej (właśc. „artylerii towarzyszącej”) – mjr Stefan Hernik[5]
- dowódca łączności – ppłk łącz. Edward Gorczyński[5]
  - mjr Tadeusz Hoffmann, kpt. Marian Suski, kpt. Jan Jarosz[5]
- dowódca OPL ośrodka „Warszawa” – płk Kazimierz Baran[12]
  - zastępca dowódcy – ppłk Franciszek Jórasz[12]
  - szef sztabu – mjr dypl. Antoni Mordasewicz[12]
  - oficer łączności – kpt. Konstanty Adamski[5]
- dowódca biernej OPL– płk Tadeusz Bogdanowicz[12][b]
- szef służby zdrowia – mjr lek. dr Wilhelm Borkowski[8]
  - por. lek. Stanisław Narbutt[8]
- szef służby sprawiedliwości – płk st. sp. Witold Szulborski[13]
  - przewodniczący sądu polowego – ppłk. rez. Jan Edward Nowodworski[13]
- szef propagandy – ppłk dr Wacław Lipiński[14]
- szef duszpasterstwa – ks. kpl. Michał Ziemiański[14][c]
- komendant miasta – płk Stanisław Machowicz (do 10 IX 1939), ppłk dypl. Lucjan Ruszczewski[15]
- dowódca żandarmerii – ppłk dr Stanisław Józef Galos[14]
- oficer łączności – ppor. Leon Koreywo[5]
- oficer obserwacyjny – ppor. rez. Stanisław Grzeszkiewicz († 29 IX 1939)[11]
- oficer broni przeciwgazowej – por. Witalis Fiedorkiewicz[5]
- oficer taktyczny – kpt. rez. Oswald Unger, por. rez. inż. Jan Drewnowski[5]
- komendant kwatery głównej – kpt. Feliks Gwiazda[14]
- dowódca oddziału sztabowego – chor. Mieczysław Wołoszczak[14]
- dowódca kompanii asystencyjnej – ppor. Feliks Kuśnierz[14]
- delegat przy Polskiej Akcyjnej Spółce Telefonicznej – mjr Michał Czajka[5]
- dowódca 50. kompanii telefonicznej – por. Kazimierz Merklein[5]
- inni oficerowie sztabu: kpt. Wacław Bundyk[5], mjr Witold Łoziński (od 19 IX 1939)[16], mjr Władysław Świderski[5]

## Obsada personalna odcinka „Warszawa-Zachód”
- dowódca – płk dypl. piech. Marian Porwit[17] (kierownik I rocznika WSWoj.)
- szef sztabu – ppłk dypl. Leopold Okulicki, mjr dypl. Jan Becher (od 18 IX 1939)[18]
- dowódca artylerii – ppłk dypl. Adam Dzianott[17]
- dowódca saperów – kpt. inż. Henryk Kurowski[17]
- dowódca łączności – por. Józef Mikulski[17]
- kwatermistrz  – ppłk st. sp. Aleksander Naganowski[17]
- pododcinek „Północ”
  - dowódca – ppłk dypl. Walerian Tewzadze[19]
  - zastępca dowódcy – ppłk dypl. Stanisław Władysław Kłosowicz[19]
  - dowódca artylerii – kpt. Edward Chmelik, ppłk Antoni Wojtanowicz (od 21 IX 1939)[20]
  - dowódca saperów – kpt. Czesław Bolesław Kluczyński[19]
- pododcinek „Zachód”
  - dowódca – ppłk Józef Kalandyk (dowódca 40 pp)[21]
  - dowódca artylerii – mjr Leon Fryc[21]
  - dowódca saperów – kpt. inż. Henryk Kurowski[21]
- pododcinek „Południe”
  - dowódca – ppłk Marian Rozborski (do 10 IX 1939), ppłk Jakub Chmura († 12 IX 1939), ppłk dypl. Kazimierz Galiński († 26 IX 1939), ppłk dypl. Tadeusz Daniec[22]
  - dowódca artylerii – ppłk Józef Lankau[23]
  - dowódca saperów – kpt. Stanisław Świniarski[23]

## Obsada personalna odcinka „Warszawa-Wschód”
- dowódca – płk piech. Julian Janowski (do 13 IX 1939), gen. bryg. Juliusz Zulauf (dowódca 5 DP)[24]
- szef sztabu – płk dypl. dr Stanisław Rostworowski (do 13 IX 1939), płk dypl. Michał Drzystek-Drzewiński[25]
- dowódca artylerii – ppłk dypl. art. Jan Ciałowicz (dowódca artylerii dywizyjnej 5 DP)[18]
- dowódca saperów – mjr Władysław Zawalnicki[18]
- pododcinek „Północ”
  - dowódca – ppłk Stanisław Milian (do 13 IX 1939), płk dypl. Wilhelm Lawicz-Liszka[26]
  - dowódca artylerii – płk Leon Sulkiewicz (dowódca artylerii dywizyjnej 20  DP)[27]
- pododcinek „Południowo-Wschodni”
  - dowódca – ppłk Stefan Kotowski (do 13 IX 1939), płk dypl. Ludwik de Laveaux (14–16 IX 1939), płk Eugeniusz Żongołłowicz[28]
  - dowódca artylerii – ppłk dypl. Tadeusz Popławski, płk art. Jan Drejman (od 16 IX 1939)[28]
  - dowódca saperów – ppłk inż. Józef Pawłowski[28]

## Odwody
- Grupa Pancerno-Motorowa – kpt. br. panc. Bolesław Kowalski[29]
- oddziały różne
  - 1 ochotniczy batalion „Obrony Warszawy” – mjr Jan Niedziela[29]
  - 1 batalion lotniczy – kpt. obs. Antoni Klimas (ranny 26 IX)[29]
  - 2 batalion lotniczy – kpt. pil. Jerzy Bohuszewicz (ranny 12 IX), kpt. obs. Eugeniusz Paszkowski[29]
- 60 batalion saperów – mjr Franciszek Niepokólczycki[29]
- 13 Dywizja Piechoty (od 26 IX) – płk dypl. Władysław Kaliński[29]